# Florida Film Critics Circle
Flordia Film Critics Circle je organizace skládající se ze skupiny filmových kritiků a online publikací ze státu Florida. Byla založena v roce 1996. Každoročně předává na konci roku ceny Flordia Film Critics Circle Awards těm nejlepším filmům z předchozího roku.

## Kategorie
- Nejlepší film
- Nejlepší režie
- Nejlepší mužský herecký výkon v hlavní roli
- Nejlepší ženský herecký výkon v hlavní roli
- Nejlepší mužský herecký výkon ve vedlejší roli
- Nejlepší ženský herecký výkon ve vedlejší roli
- Nejlepší obsazení (1997, 1999–2003, 2014–)
- Nejlepší scénář
- Nejlepší dokument
- Nejlepší animovaný film
- Nejlepší cizojazyčný film
- Nejlepší výprava
- Nejlepší skladatel
- Nejlepší kamera
- Nejlepší píseň (1996)
- Nejlepší vizuální efekty
- Cenu Pauline Kael (Pauline Kael Breakout Award) pro nejlepší debut, pojmenovanou po proslulé filmové kritičce Pauline Kael.
- Cenu Zlatého pomeranče (Golden Orange Award) za nejlepší přínos floridské kinematografii.

## Rekordy
- 5 cen: 12 let v řetězech (2013)
- 4 ceny: Šílený Max: Zběsilá cesta (2016), Počátek (2010), Tahle země není pro starý (2007), Skrytá identita (2006), Zkrocená hora (2005), Bokovka (2004), Adaptace (2002), Fargo (1996)
- 3 ceny: Grandhotel Budapešť (2014), Argo (2012), Děti moje (2011), The Social Network (2010), Lítám v tom (2009), Milionář z chatrče (2008), Pán prstenů: Návrat krále (2003), Traffic – Nadvláda gangů (2000), Zamilovaný Shakespeare (1998), L. A. – Přísně tajné (1997)